# Torricella Sicura

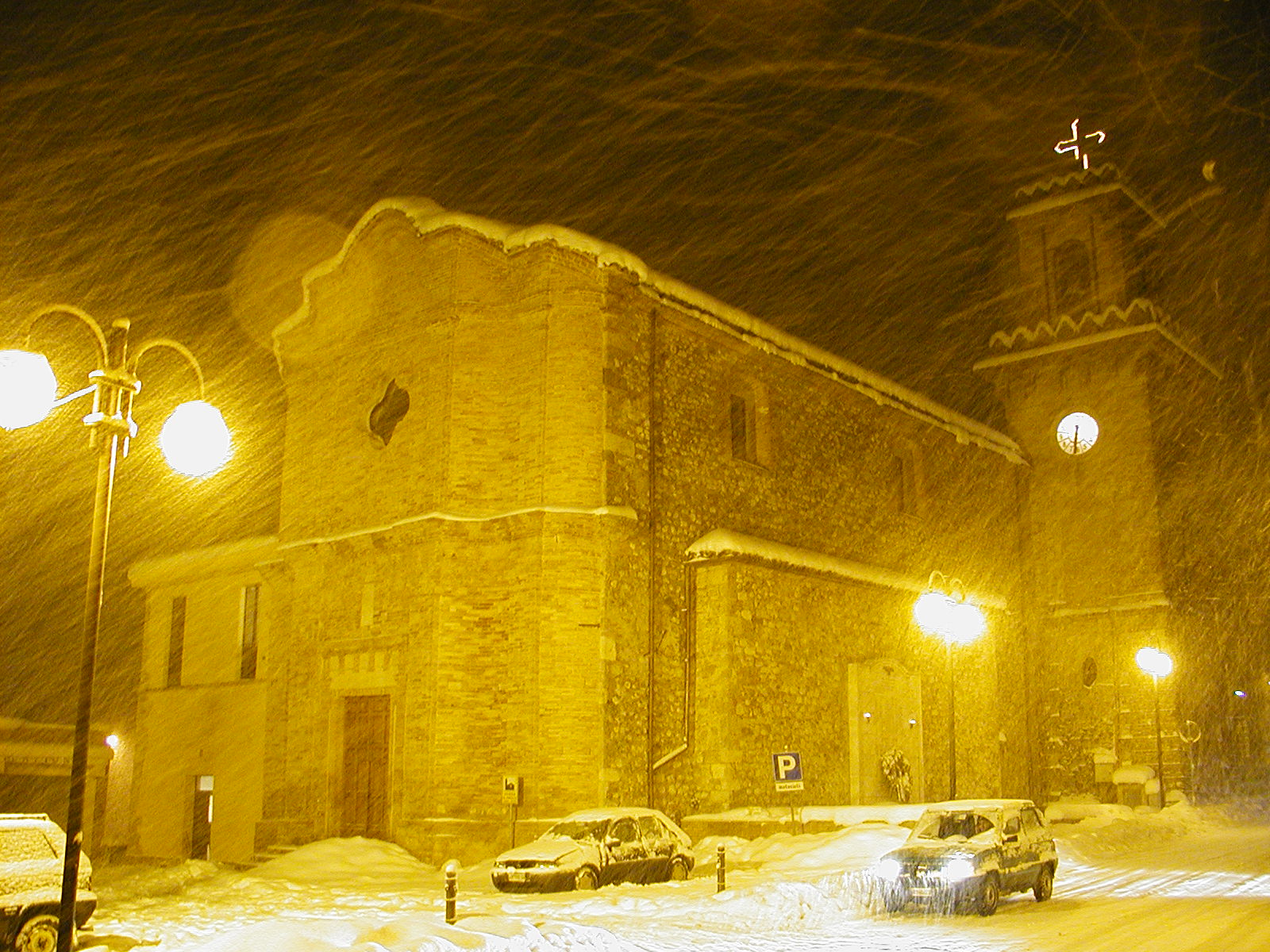
Torricella Sicura, chiesa parrocchiale di San Paolo con la neve

Torricella Sicura è un comune italiano di 2 389 abitanti della provincia di Teramo in Abruzzo, sede dell'unione dei comuni montani della Laga.

## Origini del nome
Il nome Torricella deriverebbe dalla presenza di un antico castello, di cui, peraltro, oggi non rimangono molte tracce. 
La specificazione "Sicura", adottata ufficialmente nel 1863, si riferiva in precedenza ad uno dei 5 rioni del paese.

## Storia
Il castello menzionato sorgeva probabilmente su una collinetta posta a nord dell'attuale abitato che gli abitanti ancora chiamano "lu castille" o Colle Ciliegio. Luigi Ercole, sul finire del Settecento, riferiva sulla scoperta di una galleria sotterranea che dal castello portava verso la campagna circostante con le testuali parole: Eravi un castello oggi diruto e non ha molto, si scoprì una strada sotterranea, nella quale furon trovate alcune armi arrugginite e che dal castello avea l'uscita nella campagna.
Secondo una leggenda popolare sotto Colle Ciliegio ci sarebbe una grotta con un tesoro protetto da un enorme serpente. Pur se con esagerazioni, la leggenda coincide nell'affermazione dell'esistenza del passaggio sotterraneo. In questo territorio vi sono testimonianze di vestigia italiche, romane e altomedioevali. Appena fuori dal paese sono stati rinvenuti resti di un tempio, alcune tombe romane e un altare misterioso con la dedica al "dio ignoto". Numerose sono le iscrizioni, alcune delle quali lasciano intendere la presenza di un edificio termale. 
In una lapide vi è la dedica alla sacerdotessa Numisia.
Il 26 aprile 1958, alle ore 03:20:00, si verificò una scossa di terremoto con epicentro il territorio di Torricella Sicura con intensità del 5º grado della scala Mercalli. Il 1º novembre 1959 si verificò una scossa del 4º grado.

## Monumenti e luoghi d'interesse

### Architetture religiose

#### Chiesa parrocchiale di San Paolo Apostolo
La chiesa principale di Torricella Sicura è la Parrocchiale di San Paolo apostolo, sita nella piazza principale del paese. Edificata al posto della vecchia Pieve di San Paolo in Albata (situata fuori dal centro) e datata al XVII secolo, è stata ricostruita negli ultimi decenni del XVIII secolo ed ultimata nel 1806. A navata unica, possiede una facciata in laterizio racchiusa da due ali concave e arretrate rispetto al filo della parete frontale, secondo una classica tipologia del barocco europeo, rara in Abruzzo, ma presente in alcune chiese teramane (il Carmine a Teramo, San Francesco ad Atri, S. Lucia di Cermignano e Santa Maria degli Angeli a Bisenti).
All'interno conserva una pala di Sebastian Majewskj con la Madonna con il Bambino e santi del 1627 e un'acquasantiera seicentesca proveniente dalla chiesa antica. Molto più modesta è la Deposizione. In sacrestia è custodito anche un capitello corinzio antico, mentre altri resti di epoca romana e frammenti della decorazione della chiesa medievale di San Paolo sono murati nella parete esterna della canonica. La muratura è in pietre non lavorate e rinzaffi in laterizio. Il maestoso campanile è in laterizio con merlature nella parte terminale.

#### Chiesa della Cona o Madonna delle Vergini
Altra chiesa è la Madonna delle Vergini (eretta nel 1635), dagli abitanti chiamata chiesa della Cona (da icona, ossia intitolata alla Madonna). In stile neoclassico, essa presenta un'unica navata con due piccole cappelle laterali ricavate dalla roccia di tufo. Una di queste rappresentava l'involucro di un'edicola votiva alla Madonna. La Chiesa sorge nel luogo in cui i viandanti in viaggio tra Fanum e Teramo posero una stele con l'immagine della Vergine. Ancora oggi, due targhe commemorative all'esterno della struttura ricordano l'evento. Al lato, è presente un campaniletto in laterizio con apertura a tutto sesto e parte terminale a forma esagonale. È in un discreto stato di conservazione ed è saltuariamente usata per il culto.

## Società

### Evoluzione demografica
Abitanti censiti

## Cultura

### Biblioteche
Biblioteca Comunale, Via C. Forcella

### Musei
Presepe e Museo Etnografico "Le Genti della Laga"

## Istruzione
- Scuola dell'infanzia Via Giorgio Romani
- Istituto comprensivo scolastico "Giovanni XXIII" scuola dell'infanzia - scuola primaria e secondaria di I grado via Cesare Forcella

### Eventi
- Il primo sabato e la prima domenica di settembre si tiene la sagra del minestrone alla torricellese.
- In occasione della Solennità del Corpus Domini, si svolge la tradizionale Infiorata, grandi quadri lungo le strade che rappresentano icone religiose con trucioli colorati.

## Geografia antropica

### Quartieri
Il paese è diviso idealmente in quartieri, ognuno con un toponimo: Torricella oscura, Torricella Scarpone (la zona dove sorgeva il castello), Torricella romana (dove sorge la casa della importante famiglia Romani), Colle Pero (o Colle della Pera come si chiamava un tempo), Case nuove, e la zona centrale che non ha un nome specifico.

### Frazioni e località
Abetemozzo, Antanemuccio, Borgonovo, Case di Pompa, Colle Fiorito, Colle Sansonesco, Corvacchiano, Costumi, Faognano, Fornaci, Galliano, Ginepri, Ioanella, Magliano, Morricone, Pastignano, Piano Grande, Poggio Rattieri, Poggio Valle, Prognetto, San Felice, San Pietro ad Azzano, Santa Chiara, Santo Stefano, Scorzone, Tizzano, Valle Piola, Villa Popolo, Villa Riccio, Villa Tofo.

## Economia
Notevoli sono l'allevamento bovino, ovino e suino e l'agricoltura che produce cereali, olive, legumi e patate.
Numerose anche le aziende nella zona industriale e le piccole realtà imprenditoriali che lavorano la ceramica.
Recentemente è stato attivato un centro telematico dell'Amministrazione comunale.
Sopravvive, a livello di piccoli nuclei e singole persone, la lavorazione del rame, della maiolica, del legno e della pietra, che un tempo era protagonista dell'artigianato artistico locale.

## Amministrazione
| Periodo        | Periodo         | Primo cittadino              | Partito | Carica  | Note  |
| -------------- | --------------- | ---------------------------- | --- | ------- | ----- |
| 1º agosto 1985 | 1º luglio 1990  | Mario Di Carlo               | Democrazia Cristiana                                                                                                | Sindaco | [ 1 ] |
| 2 luglio 1990  | 18 gennaio 1995 | Vincenzo Antonio Tassoni     | Democrazia Cristiana                                                                                                | Sindaco | [ 1 ] |
| 23 aprile 1995 | 13 giugno 2004  | Emidio Emilio Delli Compagni | Lista civica di centro-sinistra Per cambiare (1995-1999) Lista civica di centro-sinistra Per Torricella (1999-2004) | Sindaco | [ 1 ] |
| 14 giugno 2004 | 7 giugno 2009   | Mario Di Carlo               | Lista civica di centro-destra Democrazia Solidarietà                                                                | Sindaco | [ 1 ] |
| 8 giugno 2009  | in carica       | Daniele Palumbi              | Lista civica di centro-destra Torricella nel futuro                                                                 | Sindaco | [ 1 ] |

## Sport

### Calcio
La principale squadra di calcio del comune è l'ASD Torricella Sicura 1966 che milita nel girone D abruzzese di 1ª Categoria. I colori sociali sono il celeste e il bianco. Come indica il nome, è stata fondata nel 1966.